# 수입/수출
《수입/수출》(Import/Export)은 오스트리아에서 제작된 울리히 사히들 감독의 2006년 드라마 영화이다. 마리아 호프스타터 등이 주연으로 출연하였고 울리히 사히들 등이 제작에 참여하였다.

## 출연

### 주연
- 마리아 호프스타터
- 게오르그 프리드리히
- 허버트 프리취
- 수잔느 로터

## 기타
- 의상: 실비아 페르네게르